# شیبنیک

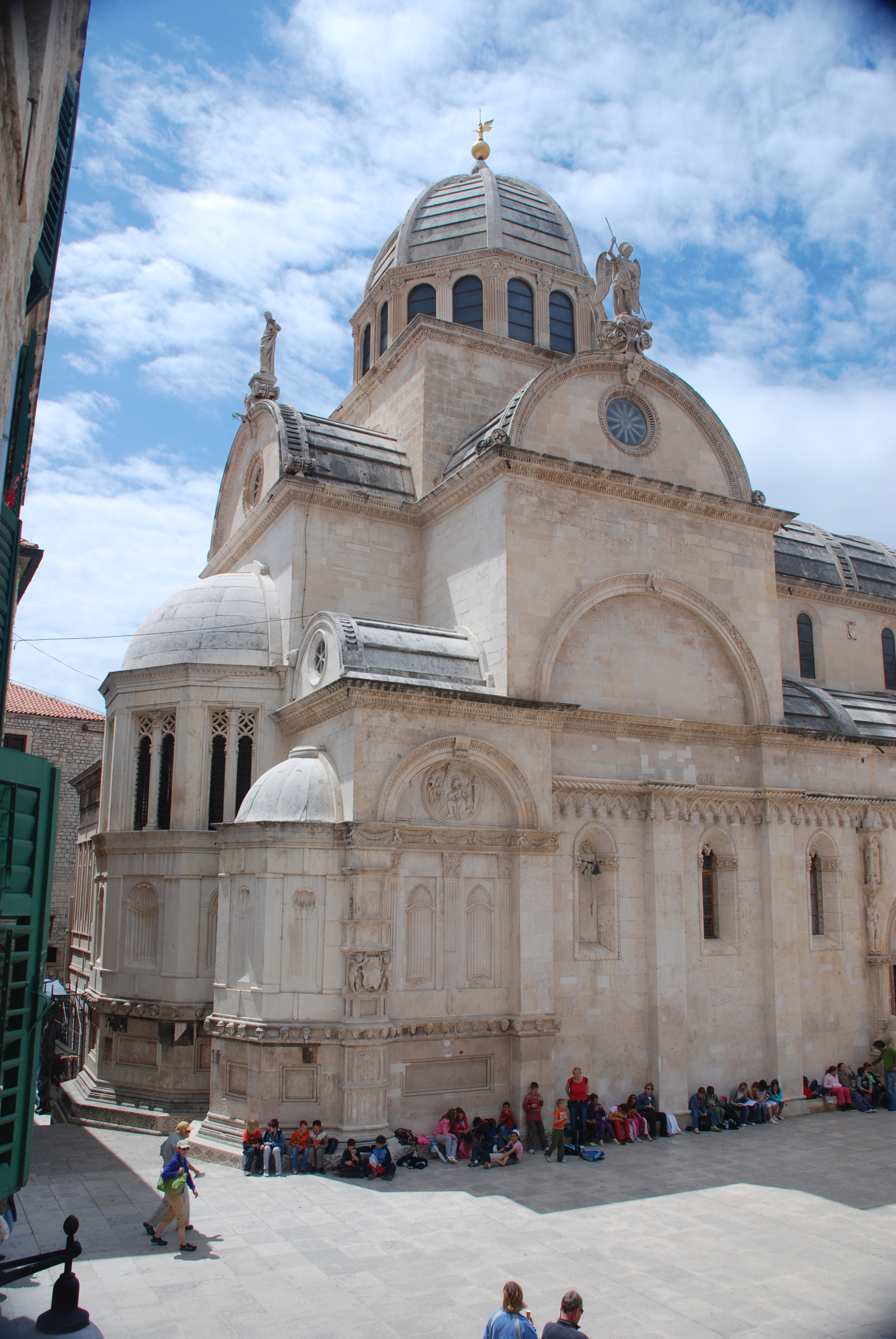
کلیسای جامع

شیبنیک یک شهر تاریخی در کرواسی که در مرکز دالماتیا واقع شده و در مسیر رود کرکا که به Adriatic Sea می‌ریزد قرار گرفته‌است، شیبنیک مرکز سیاسی، آموزشی، توریستی، صنعتی شهرستان شیبرنیک کنین می‌باشد.

## تاریخچه

### تاریخچه شکل گیری
بر خلاف شهرهای دیگری که در امتداد ساحل دریای آدریاتیک قرار گرفته‌اند و توسط یونانیان، رومیان، ... تأسیس شده‌اند، شیبنیک توسط کروات‌ها ساخته شد. در کاوش‌ها و حفاری‌هایی که در قلعه سنت مایکل انجام شد نشان دهنده این است که کروات‌ها از زمان گذشته در آنجا ساکن بوده‌اند.
نام فعلی این منطقه برای اولین بار در سال ۱۰۶۶ توسط پادشاه کروات‌ها (پیتر کریسیمر پنجم) اسم گذاری شد و جزء قدیمی‌ترین شهرهای بومی‌نشین ساحل شرقی دریای آدریاتیک محسوب می‌شود.

### قرن بیستم
شیبنیک تا ۱۲ ژوئن سال ۱۹۲۱ توسط پادشاهی ایتالیا اشغال شده بود. طبق پیمان راپالو که در آن زمان بسته شد ایتالیا متعهد شد تا نسبت به این شهر و بخشی از پادشاهی صرب، کروات و اسلونی ادعایی نداشته باشد. در طول جنگ جهانی دوم توسط ایتالیای فاشیست و آلمان نازی اشغال شد. پس از جنگ جهانی دوم این شهر به عنوان بخشی از یوگسلاوی شناخته شد تا سال ۱۹۹۱ که استقلال کرواسی شکل گرفت.

## نگارخانه

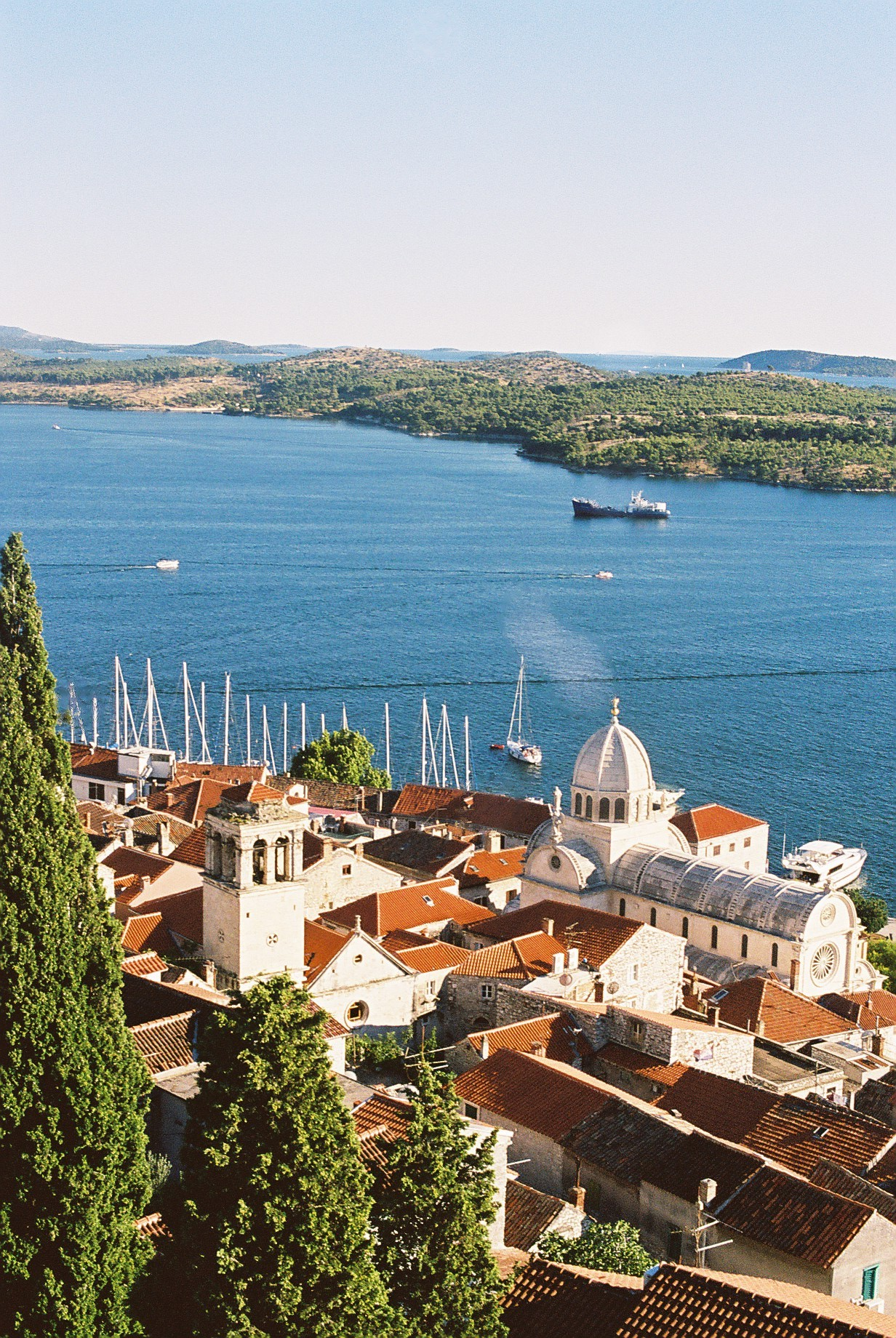
نمای شیبنیک.
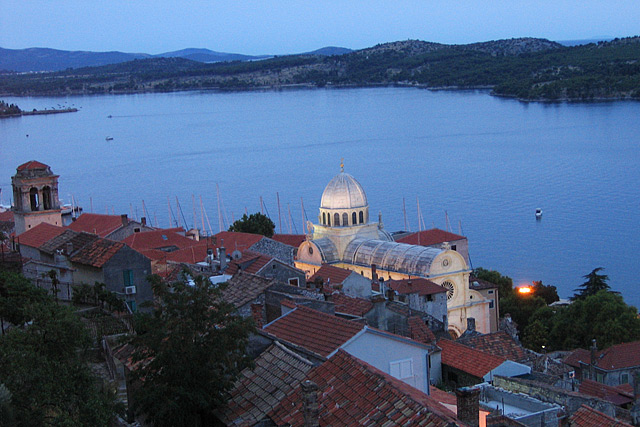
نمای شب از کلیسای جامع و محله قدیمی
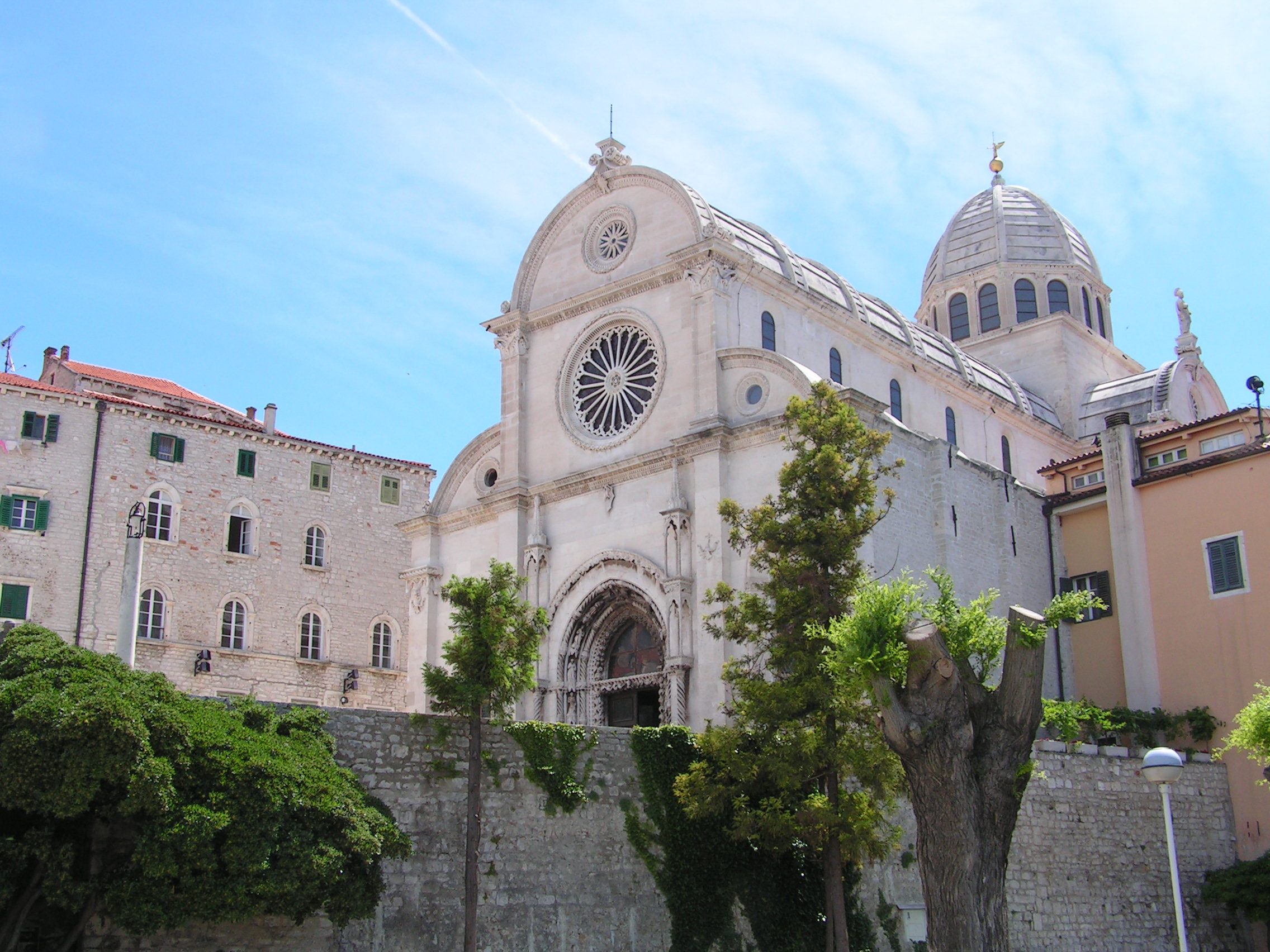
کلیسای جامع شیبنیک
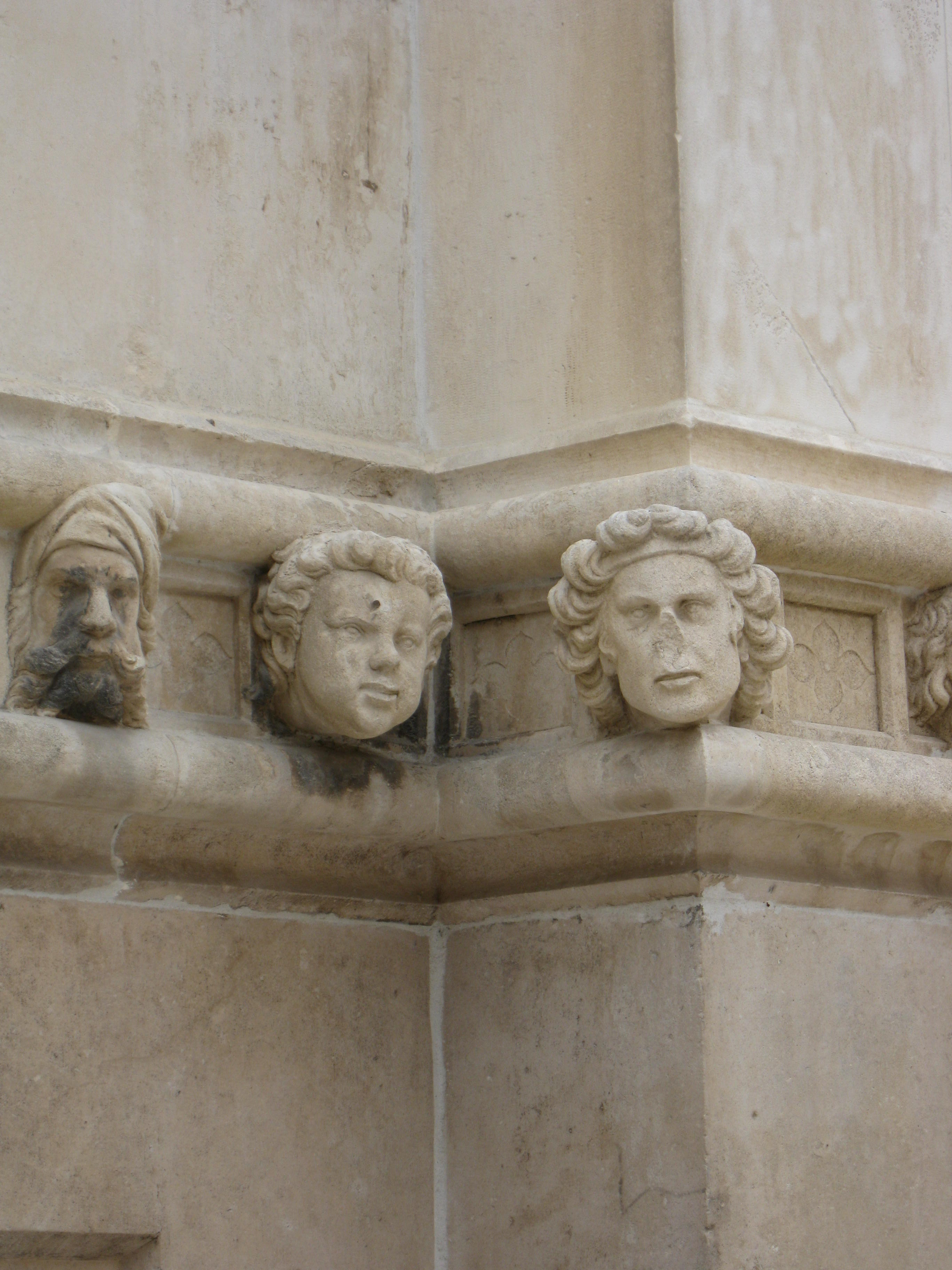
Close-up of cathedral details
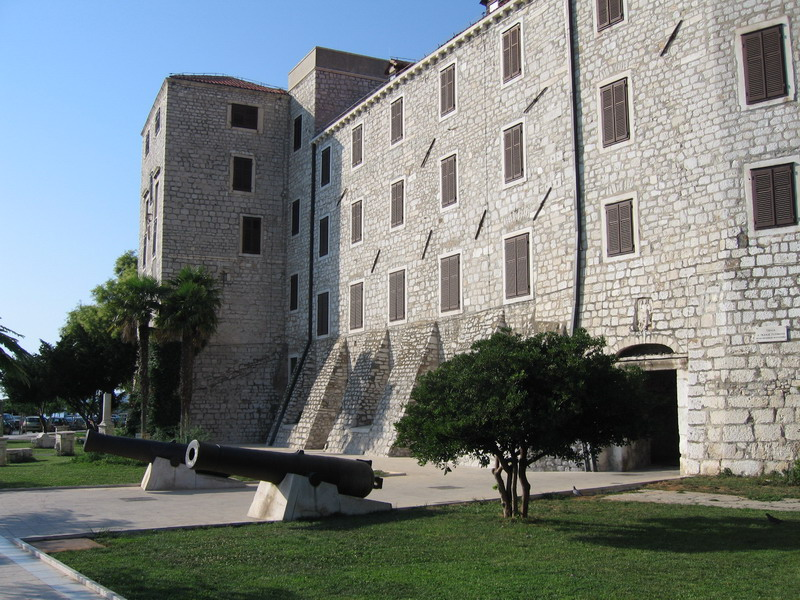
توپ در شیبنیک
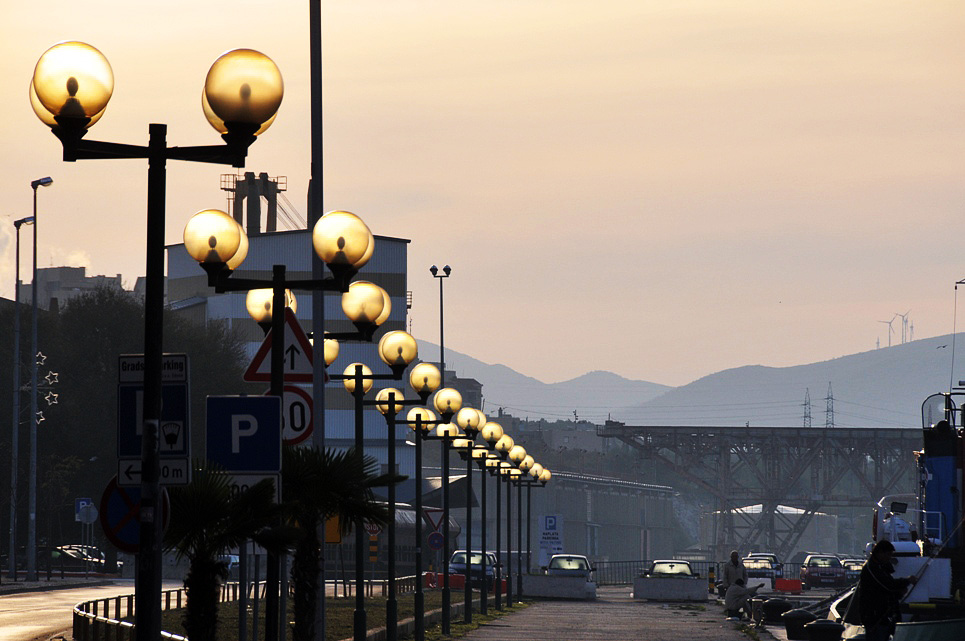
Sunrise in Šibenik.
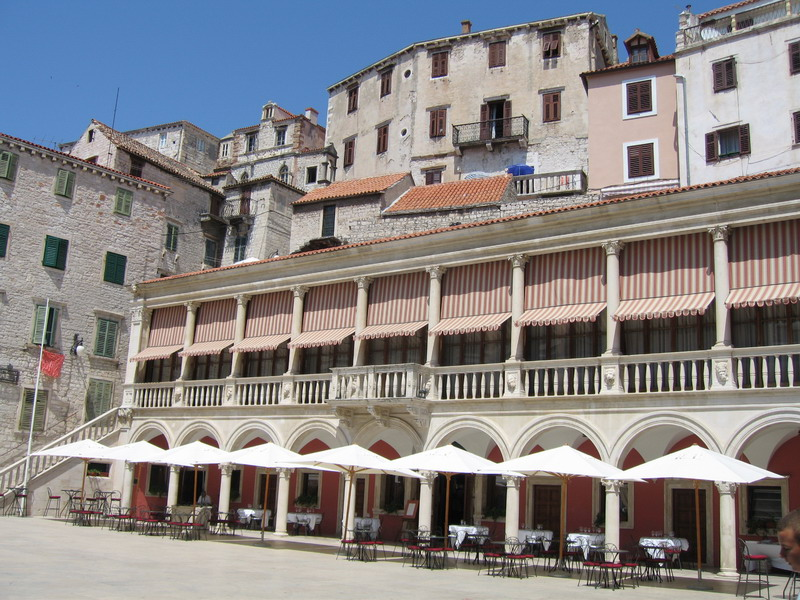
شهرداری
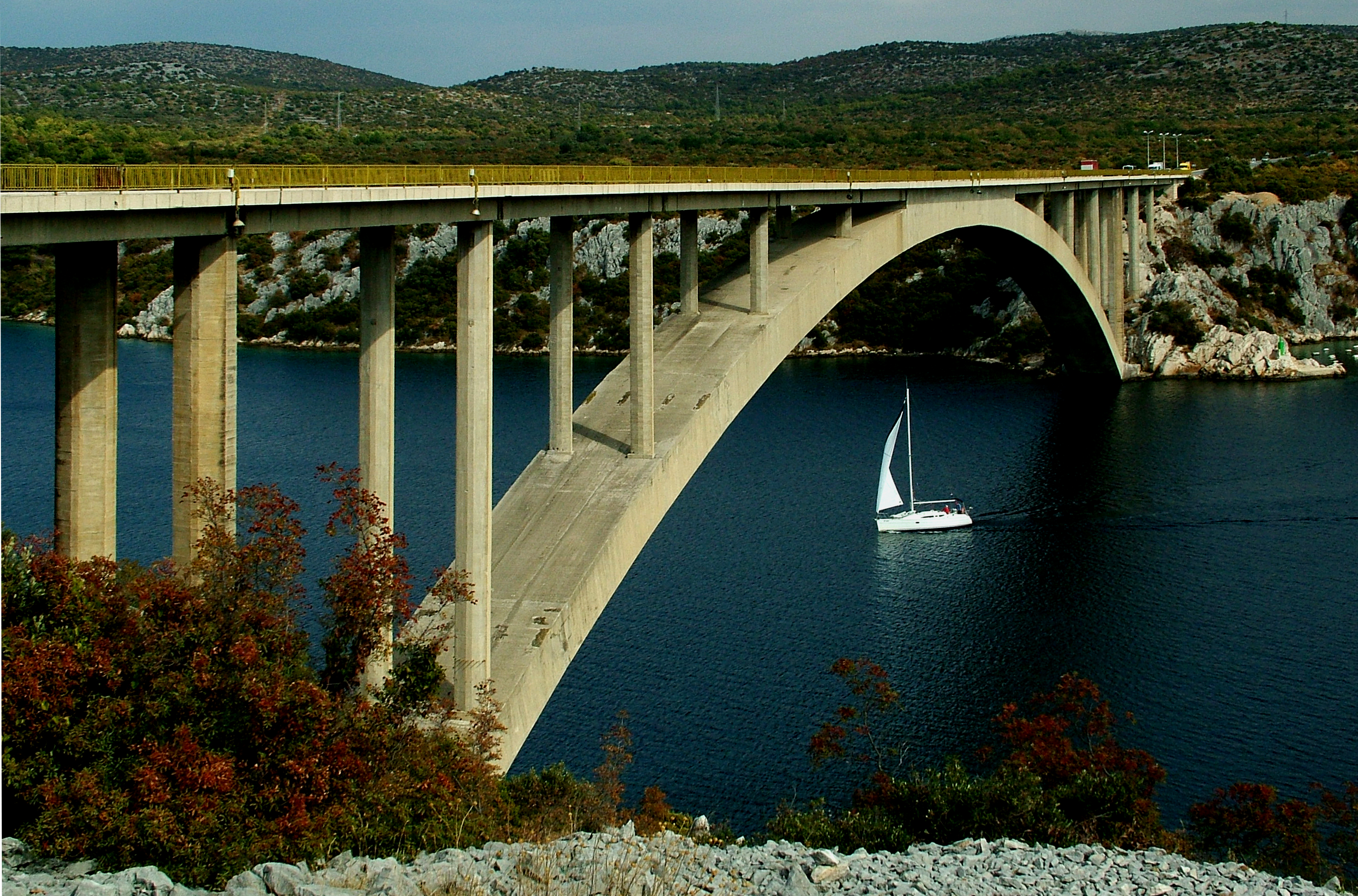
Šibenik bridge over Krka river